# HD222374
HD222374 — хімічно пекулярна зоря спектрального класу F2, що має видиму зоряну величину в смузі V приблизно  9,9.
Вона  розташована на відстані близько 686,6 світлових років від Сонця.